# ISO 3166-2:DO
ISO 3166-2:DO és el subconjunt per a la República Dominicana de l'estàndard ISO 3166-2, publicat per l'Organització Internacional per Estandardització (ISO) que defineix els codis de les principals subdivisions administratives.
Actualment per a la República Dominicana l'estàndard ISO 3166-2 està format per 10 regions, 31 províncies i 1 districte. El Distrito Nacional conté la capital del país, Santo Domingo, que posseeix un status igual a les altres províncies. Cada codi es compon de dues parts, separades per un guió. La primera part és DO, el codi ISO 3166-1 alfa-2 per a la República Dominicana. La segona part són dos dígits:
- 01: districte
- 02–27: províncies creades fins a 1979
- 28–30: províncies creades de 1980 a 2000
- 31–32: províncies creades entre 2001 i 2002
- 33–42: regions

Els noms de les subdivisions estan llistades segons l'ISO 3166-2 publicat per la "ISO 3166 Maintenance Agency" (ISO 3166/MA).

## Regions
| Codi  | Nom de la subdivisió (es) |
| ----- | ------------------------- |
| DO-33 | Cibao Nordeste            |
| DO-34 | Cibao Noroeste            |
| DO-35 | Cibao Norte               |
| DO-36 | Cibao Sur                 |
| DO-37 | El Valle                  |
| DO-38 | Enriquillo                |
| DO-39 | Higuamo                   |
| DO-40 | Ozama                     |
| DO-41 | Valdesia                  |
| DO-42 | Yuma                      |

## Províncies i districte
| Codi  | Nom de la subdivisió (es)                            | Tipus de subdivisió | Dins de la regió |
| ----- | ---------------------------------------------------- | ------------------- | ---------------- |
| DO-01 | Distrito Nacional (capital: Santo Domingo de Guzmán) | Districte           | DO-40            |
| DO-02 | Azua                                                 | Província           | DO-41            |
| DO-03 | Baoruco                                              | Província           | DO-38            |
| DO-04 | Barahona                                             | Província           | DO-38            |
| DO-05 | Dajabón                                              | Província           | DO-34            |
| DO-06 | Duarte                                               | Província           | DO-33            |
| DO-08 | El Seibo                                             | Província           | DO-42            |
| DO-09 | Espaillat                                            | Província           | DO-35            |
| DO-30 | Hato Mayor                                           | Província           | DO-39            |
| DO-10 | Independencia                                        | Província           | DO-38            |
| DO-11 | La Altagracia                                        | Província           | DO-42            |
| DO-07 | Elías Piña                                           | Província           | DO-37            |
| DO-12 | La Romana                                            | Província           | DO-42            |
| DO-13 | La Vega                                              | Província           | DO-36            |
| DO-14 | María Trinidad Sánchez                               | Província           | DO-33            |
| DO-28 | Monseñor Nouel                                       | Província           | DO-36            |
| DO-15 | Monte Cristi                                         | Província           | DO-34            |
| DO-29 | Monte Plata                                          | Província           | DO-39            |
| DO-16 | Pedernales                                           | Província           | DO-38            |
| DO-17 | Peravia                                              | Província           | DO-41            |
| DO-18 | Puerto Plata                                         | Província           | DO-35            |
| DO-19 | Hermanas Mirabal                                     | Província           | DO-33            |
| DO-20 | Samaná                                               | Província           | DO-33            |
| DO-21 | San Cristóbal                                        | Província           | DO-41            |
| DO-31 | San José de Ocoa                                     | Província           | DO-41            |
| DO-22 | San Juan                                             | Província           | DO-37            |
| DO-23 | San Pedro de Macorís                                 | Província           | DO-39            |
| DO-24 | Sánchez Ramírez                                      | Província           | DO-36            |
| DO-25 | Santiago                                             | Província           | DO-35            |
| DO-26 | Santiago Rodríguez                                   | Província           | DO-34            |
| DO-32 | Santo Domingo                                        | Província           | DO-40            |
| DO-27 | Valverde                                             | Província           | DO-34            |